# Verband für Physiotherapie

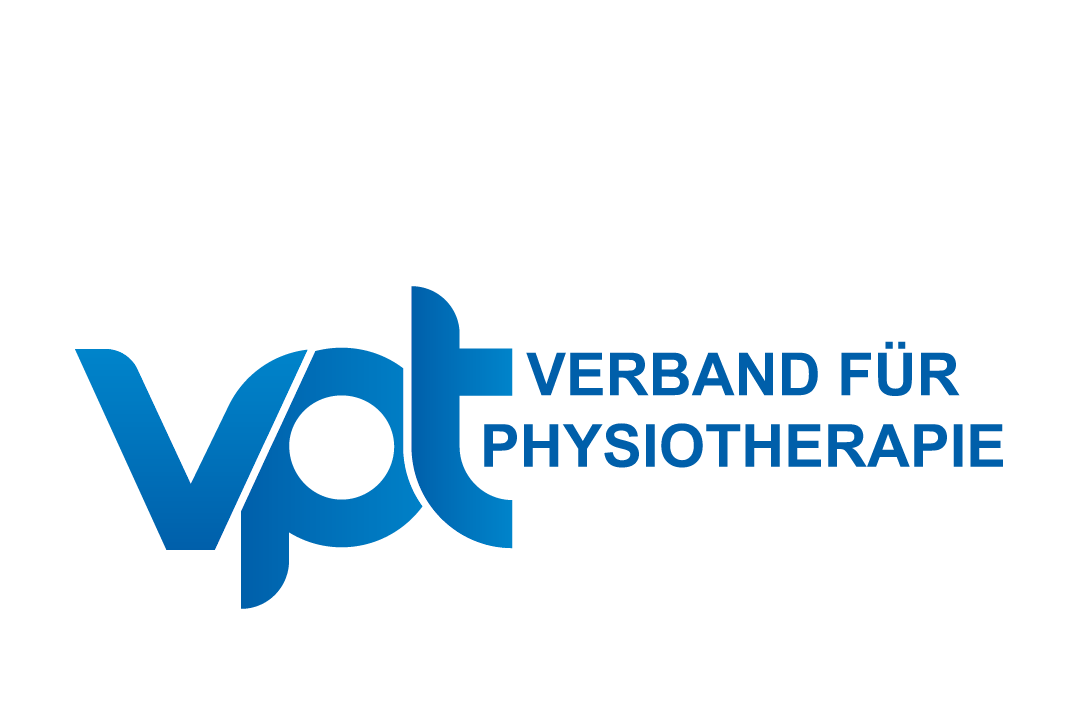
Logo VPT – Verband für Physiotherapie

Der Verband für Physiotherapie – Vereinigung für die physiotherapeutischen Berufe (VPT) e. V. ist ein Berufsverband, der die Interessen von Physiotherapeuten, Masseuren und medizinischen Bademeistern in Deutschland vertritt. Er wurde am 30. Oktober 1948 unter dem Namen „Nordwestdeutscher Verband Medizinischer Hilfsberufe“ in Hannover gegründet.

## Organisation
Der VPT ist in der Rechtsform eines eingetragenen Vereins (e. V.) organisiert und beim Amtsgericht in Hamburg, dem Sitz des Verbandes, in das Vereinsregister eingetragen. Gemäß der Satzung des VPT können Physiotherapeuten sowie Masseure und medizinische Bademeister aus der Bundesrepublik Deutschland und der Europäischen Union Mitglied werden.
Der VPT ist in sieben Landesgruppen unterteilt.
Der VPT wird seit dem 01.08.2023 von Manuela Pintarelli-Rauschenbach geleitet.
Ehemalige Vorsitzende
- Walter Nordbrink (30. Oktober 1948 – 18. September 1975)
- Horst Speier (19. September 1975 – 7. Januar 1976)
- Bruno Blum (8. Januar 1976 – 25. Mai 1981)
- Günter Bernhard Robert Schmidt (26. Mai 1981 – 1. Juni 1981)
- Rudi Arenz (2. Juni 1981 – 4. Oktober 1981)
- Bruno Blum (5. Oktober 1981 – 24. Juni 2011)
- Karl-Heinz Kellermann (25. Juni 2011 – 21. Juni 2019)
- Hans Ortmann (22. Juni 2019 – 31.07.2023)

## Aufgaben und Ziele
Das Ziel des VPT liegt in der Interessensvertretung von den Berufsgruppen der Physiotherapie und der medizinischen Massage sowie medizinischen Bademeistern. Unter dem Motto „Gemeinsam mehr erreichen“ wirbt der Verband für eine faire Vergütung, eine moderne Ausbildung, eine weitere Entbürokratisierung und für eine bedarfsorientierte Weiterentwicklung der Physiotherapie. Dahinter steht der Anspruch, eine qualitativ hochwertige, flächendeckende und zeitnahe physiotherapeutische Versorgung von Patienten in Deutschland sicherzustellen, die durch den zunehmenden Fachkräftemangel gefährdet ist, und gleichzeitig einen effizienten Praxis- und Arbeitsalltag zu ermöglichen. Zudem sollen Qualitätsstandards in der Physiotherapie aufrechterhalten und wissenschaftlichen Erkenntnisse auf diesem Gebiet vertieft und verbreitet werden. Zu diesem Zweck bieten der Verband über die Landesgruppen zahlreiche Fort- und Weiterbildungen an. Darüber hinaus pflegt der VPT einen engen fachlichen Austausch mit den anderen Berufsverbänden und wissenschaftlichen Einrichtungen des Gesundheitswesens. Als Mitglied des Spitzenverbands der Heilmittelverbände (SHV) e. V., der Organisation der Heilmittelerbringer auf Bundesebene, verhandelt der VPT die Rahmenverträge für die Branche mit den unterschiedlichen Versicherungsträgern mit und schließt somit Vereinbarungen zu Vergütung und Qualifikationsstandards ab.
Der SHV vereint die unterschiedlichen Therapieberufe und vertritt die ihm angehörenden Berufsverbände insbesondere gegenüber der Bundespolitik als auch bei der Wahrnehmung ihrer gesetzlich vorgeschriebenen Aufgaben in der gesetzlichen Krankenversicherung.